# Peugeot 404
El Peugeot 404 és un automòbil del segment D produït pel fabricant francès Peugeot entre maig de 1960 i 1989. Existeix amb carrosseries cupè de dues portes, descapotable de dues, berlina de quatre, familiar de cinc, i "pickup" de dues. No va tenir cap successor directe, ja que els Peugeot 304 i Peugeot 504 se situaven per sota i damunt respectivament en grandària i preu.
El 404 té motor davanter i propulsió del darrere, i les seues caixes del canvi eren una manual de quatre marxes i una automàtica de tres. Es va fabricar amb tres motors de quatre cilindres en línia: un gasolina d'1,6 litres de cilindrada en versions amb carburador de 72 CV de potència màxima, i amb injecció de combustible i 85 CV; un Diesel de 1.8 litres de cilindrada i 55 CV, i un Diesel d'1,9 litres de cilindrada i 68 CV.

## El 404 a Argentina
En 1962 comença la seua producció en sèrie per la novella empresa Dapasa. En 1963 apareix la versió familiar; com Dapasa va tancar i va ser absorbida per Safrar, aquesta última només va continuar produint la versió sedan a partir de 1964.

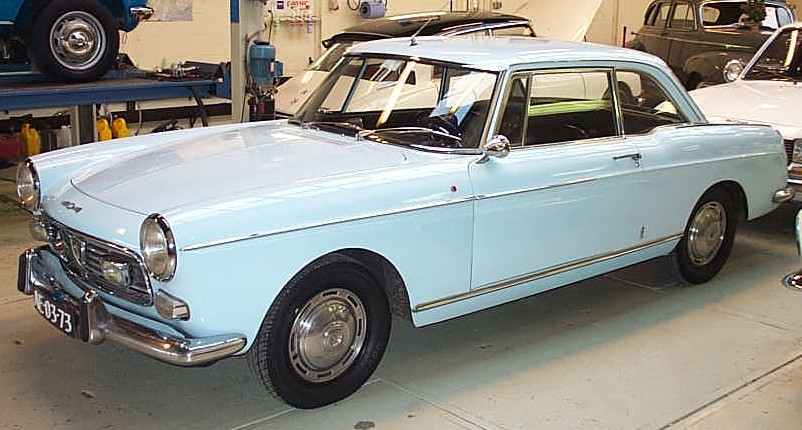
Peugeot 404 Coupé

En 1972 apareixen la versió Diesel ("404 D"), sense sostre corredís per raons de rigidesa estructural, i la gamma de "pickups" i furgonetes. També en els anys 1970, es va estrenar una versió esportiva denominada "Grand Prix", amb petits detalls decoratius tals com fars auxiliars al frontal i altre disseny de llandes, a més comptava amb una consola central i el comando de la caixa del canvi al terra en lloc de la seva tradicional ubicació en la columna de direcció.
Per problemes de reglamentació jurídica, el pickup es va deixar de produir en 1978; la seva fabricació es va reprendre en 1980 amb una caixa de càrrega més ampla. A fins de 1980, amb l'absorció de Safrar per part de Sevel deixa de produir-se tota la gamma 404 a Argentina.

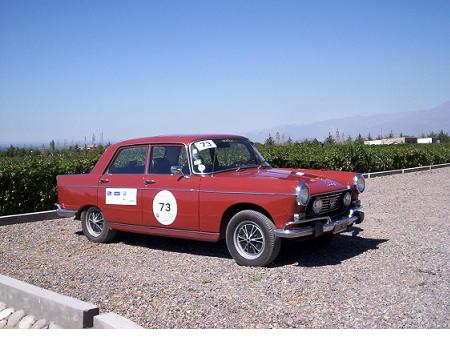
Foto d'un 404 Grand Prix

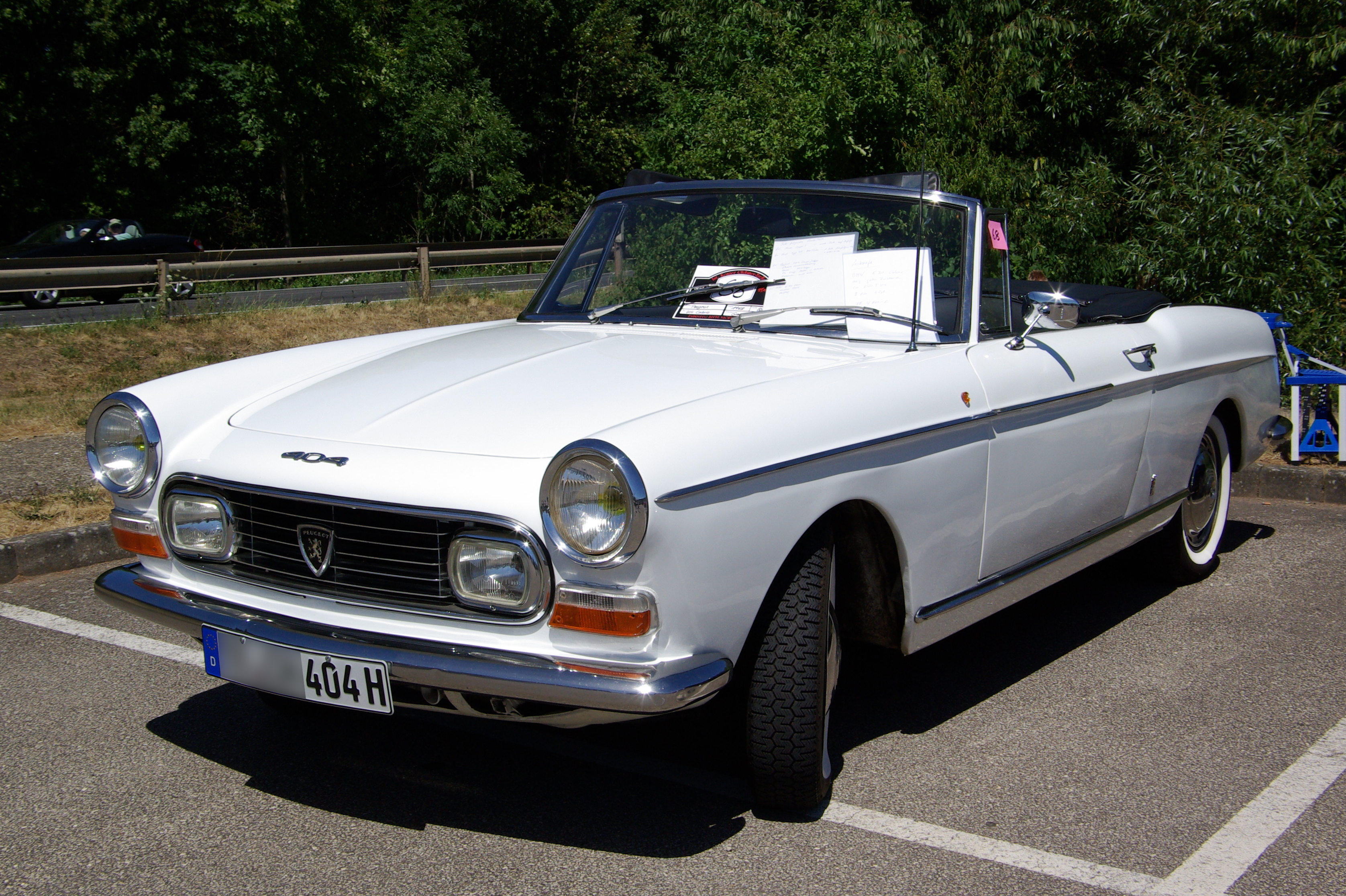
404 Cabrio

## El 404 en competició
El 404 guanyà el Rally Safari en les edicions dels anys 1963, 1966, 1967 i 1968, i dos títols argentins (1968 i 1969) de ruta en mans del pilot Norberto Castañón. També ha sigut un assidu animador dels Grans Premis organitzats pel Automóvil Club Argentino, havent estat conduït entre altres per "Larry" (Alberto Rodriguez Larreta), Carlos Menditeguy, Rodolfo de Álzaga, José Migliore, Francisco "Paco" Mayorga, Ernesto Santamarina, Rolf Juchet, Osvaldo "Cocho" López, Dora Bavio i Alberto Gómez, entre tants altres.
Durant la dècada del 60 i 70 fou protagonista de l'"enfrontament" automobilístic Fiat - Peugeot
També tingué algunes participacions aïllades en Turismo Carretera, destacant-se la presència de Dora Bavio.